# 刘卒
刘卒（？—），男，中华人民共和国政治人物，曾任中央第二巡视组副组长，中央第七巡视组副组长、组长。